# Igor Astarloa Askasibar
Igor Astarloa Askasibar (Ermua, 29 de març de 1976) és un ciclista basc, professional des del 2000 al 2009.
Bon corredor de clàssiques, hagué de marxar a córrer a l'estranger perquè a Espanya no trobà equip. La seva principal victòria fou el Campionat del món de ciclisme en ruta de 2003. Aquell mateix any guanyà la Fletxa Valona.
A partir d'aquell moment la seva progressió quedà estancada i en cap moment ha igualat els excel·lents resultats obtinguts durant el 2003, tot i el triomf a la Milà-Torí de 2006.
Durant la seva carrera professional ha estat involucrat en diferents casos de dopatge, tot i que mai ha donat positiu en cap control. El 2004 abandonà l'equip Cofidis després que esclatés un cas de dopatge en el si de l'equip. El 2008 fou expulsat del Team Milram per un suposat cas de dopatge després d'una anàlisi interna de l'equip. El 2009 el seu equip fou exclòs de la París-Roubaix per no aportar el passaport biològic dels seus ciclistes i la Unió Ciclista Internacional l'està investigant per possible dopatge en presentar anomalies les seves anàlisis de sang del passapart biològic.

## Palmarès
- 1993
  -  Campió d'Espanya de ciclocròs júnior
- 1994
  -  Campió d'Espanya de ciclocròs júnior
- 1999
  - 1r al Gran Premi Inda
- 2001
  - 1r a la Klasika Primavera
- 2002
  - 1r al Brixia Tour i vencedor d'una etapa
- 2003
  -  Campionat del món de ciclisme en ruta
  - 1r a la Fletxa Valona
  - Vencedor d'una etapa de la Volta a la Comunitat Valenciana
- 2004
  - Vencedor d'una etapa del Brixia Tour
- 2005
  - Vencedor d'una etapa de la Volta a Burgos
- 2006
  - 1r a la Milà-Torí

### Resultats al Giro d'Itàlia
- 2002. 53è de la classificació general
- 2004. 56è de la classificació general
- 2008. No surt (2a etapa)

### Resultats a la Volta a Espanya
- 2004. No surt (11a etapa)